# Клаустал-Целерфелд
Клаустал-Целерфелд (њем. Clausthal-Zellerfeld) град је у њемачкој савезној држави Доња Саксонија. Једно је од 15 општинских средишта округа Гослар. Према процјени из 2010. у граду је живјело 14.561 становника. Посједује регионалну шифру (AGS) 3153004.

## Географски и демографски подаци
Клаустал-Целерфелд се налази у савезној држави Доња Саксонија у округу Гослар. Град се налази на надморској висини од 560 метара. Површина општине износи 34,0 km². У самом граду је, према процјени из 2010. године, живјело 14.561 становника. Просјечна густина становништва износи 429 становника/km².

## Међународна сарадња
| Мјесто | Држава    | Врста сарадње | Од    |
| ------ | --------- | ------------- | ----- |
|        | Француска | партнерство   | 1972. |
| Извор  |           |               |       |